# Тлукави
Тлукави (пол. Tłukawy) — село в Польщі, у гміні Ричивул Оборницького повіту Великопольського воєводства.
Населення — 332 особи (2011).
У 1975-1998 роках село належало до Пільського воєводства.

## Демографія
Демографічна структура станом на 31 березня 2011 року:
|          | Загалом | Допрацездатний вік | Працездатний вік | Постпрацездатний вік |
| -------- | ------- | ------------------ | ---------------- | -------------------- |
| Чоловіки | 167     | 48                 | 110              | 9                    |
| Жінки    | 165     | 39                 | 93               | 33                   |
| Разом    | 332     | 87                 | 203              | 42                   |